# Malifederationen
Malifederationen var en kortlivad västafrikansk stat som bildades den 4 april 1959, i samband med avkoloniseringen, som en union mellan Senegal och Franska Sudan (nuvarande Mali). Nationen var en del av Franska samväldet, men blev självständig den 20 juni 1960. Två månader senare, den 20 augusti, splittrades den i de båda självständiga staterna Senegal och Mali, på Senegals initiativ.